# پلی‌هیدروکسی آلکانوات‌ها

ساختار پلی-(R)-3-هیدروکسی بوتیرات (P3HB)، یک پلی هیدروکسی آلکانوات

پلی هیدروکسی آلکانوات‌ها یا PHAها پلی استرهایی هستند که در طبیعت توسط میکروارگانیسم‌های متعدد، از جمله تخمیر باکتریایی قندها یا لیپیدها تولید می‌شوند. وقتی توسط باکتریها تولید می‌شوند، هم به عنوان منبع انرژی و هم به عنوان مخزن کربن عمل می‌کنند. بیش از ۱۵۰ مونومر متفاوت را می‌توان در این خانواده ترکیب کرد تا موادی با خواص بسیار متفاوت بدست آورد. این پلاستیک‌ها زیست تخریب پذیر هستند و در تولید پلاستیک‌های زیستی استفاده می‌شوند.
آنها می‌توانند مواد ترموپلاستیک یا الاستومری باشند، با نقطه ذوب از ۴۰ تا ۱۸۰درجه سانتی گراد.
خواص مکانیکی و زیست سازگاری PHA را می‌توان با اختلاط، اصلاح سطح یا ترکیب PHA با سایر پلیمرها، آنزیم‌ها و مواد معدنی تغییر داد و این امکان را برای طیف گسترده‌تری از کاربردها فراهم کرد.

## بیوسنتز
برای القای تولید PHA در محیط آزمایشگاهی، می‌توان کشت یک میکروارگانیسم مانند cupriavidus necator را در محیط مناسب قرار داد و با مواد مغذی مناسب تغذیه کرد تا به سرعت تکثیر شود. هنگامی که جمعیت به سطح قابل توجهی رسید، ترکیب مواد مغذی را می‌توان تغییر داد تا میکروارگانیسم را مجبور به سنتز PHA کند. بازده PHA به دست آمده از آخال‌های گرانول داخل سلولی می‌تواند تا ۸۰ درصد وزن خشک ارگانیسم باشد.
بیوسنتز PHA معمولاً به دلیل شرایط کمبود (به عنوان مثال کمبود عناصر ماکرو مانند فسفر، نیتروژن، عناصر کمیاب یا کمبود اکسیژن) و تأمین بیش از حد منابع کربن ایجاد می‌شود. با این حال، شیوع تولید PHA در یک کشت تک یا مجموعه‌ای از ارگانیسم‌های میکروبی مخلوط نیز، می‌تواند به محدودیت کلی مواد مغذی و نه فقط عناصر کلان، بستگی داشته باشد. این مورد به ویژه در روش چرخه «جشن/قحطی» برای القای تولید PHA، که در آن کربن به‌طور دوره‌ای اضافه و تخلیه می‌شود تا باعث قحطی شود، که سلول‌ها را تشویق می‌کند تا PHA را در طول «جشن» به عنوان یک روش ذخیره‌سازی برای دوره‌های قحطی تولید کنند.
پلی استرها به شکل گرانول‌هایی با انکسار بالا در سلول‌ها رسوب می‌کنند. بسته به میکروارگانیسم و شرایط کشت، همو یا کوپلی استرهایی با اسیدهای هیدروکسی آلکانوئیک مختلف تولید می‌شوند. سپس گرانول‌های PHA با ایجاد اختلال در سلول‌ها بازیابی می‌شوند. نوترکیب Bacillus subtilis str. pBE2C1 و Bacillus subtilis str. pBE2C1AB در تولید پلی هیدروکسی آلکانوات‌ها (PHA) استفاده شد و نشان داده شد که آنها می‌توانند از ضایعات مالت به عنوان منبع کربن برای کاهش هزینهٔ تولید PHA استفاده کنند
سنتازهای PHA آنزیم‌های کلیدی بیوسنتز PHA هستند. آنها از کوآنزیم A - تیواستر (r) - هیدروکسی اسیدهای چرب به عنوان سوبسترا استفاده می‌کنند. دو دسته از سنتازهای PHA در استفاده خاص از اسیدهای چرب هیدروکسی با طول زنجیره کوتاه یا متوسط، متفاوت هستند.
PHA حاصل دو نوع است:
- پلی (HA SCL) از اسیدهای چرب هیدروکسی با طول زنجیره‌های کوتاه شامل سه تا پنج اتم کربن، توسط باکتری‌های متعددی از جمله cupriavidus necator و (PHB) alcaligenes latus سنتز می‌شود.
- پلی (HA MCL) از اسیدهای چرب هیدروکسی با طول زنجیره‌های متوسط شامل ۶ تا ۱۴ اتم کربن، به عنوان مثال می‌تواند توسط سودوموناس پوتیدا ساخته شود.

تعداد کمی از باکتری‌ها، از جمله آئروموناس هیدروفیلا و تیوکوکوس پنیگی، کو پلی استر را از دو نوع اسیدهای چرب هیدروکسی بالا سنتز می‌کنند، یا حداقل دارای آنزیم‌هایی هستند که قادر به انجام بخشی از این سنتز می‌باشند.
یک سنتز حتی بزرگتر دیگر را نیز می‌توان به کمک ارگانیسم‌های خاک انجام داد. آنها به دلیل کمبود نیتروژن و فسفر، در هر سه کیلوگرم قند، یک کیلوگرم PHA تولید می‌کنند.
ساده‌ترین و رایج‌ترین شکل PHA، تولید تخمیری پلی بتا هیدروکسی بوتیرات [پلی(۳-هیدروکسی بوتیرات)، P(3HB)] است که از ۱۰۰۰ تا ۳۰۰۰۰ مونومر اسید چرب هیدروکسی تشکیل شده است.

## تولید صنعتی
در تولید صنعتی PHA، پلی استر با بهینه‌سازی شرایط تخمیر میکروبی قند ،گلوکز یا روغن گیاهی از باکتری‌ها استخراج و خالص سازی می‌شود.
در دهه ۱۹۸۰، صنایع شیمیایی امپریال پلی (۳-هیدروکسی بوتیرات- کو -۳-هیدروکسی والرات) را توسعه داد که از طریق تخمیر به دست آمده بود و "Biopol" نام گرفت. با نام "Biopol" فروخته شد و ابتدا توسط شرکت Monsanto و بعداً Metabolix در ایالات متحده توزیع شد.
به عنوان ماده خام برای تخمیر، می‌توان از کربوهیدرات‌هایی مانند گلوکز و ساکارز و همچنین روغن گیاهی یا گلیسیرین حاصل از تولید بیودیزل استفاده کرد. محققان در صنعت در حال کار روی روش‌هایی هستند که با آنها محصولات تراریخته توسعه می‌یابند که مسیرهای سنتز PHA را از باکتری‌ها بیان می‌کنند و بنابراین PHA را به عنوان مخزن انرژی در بافت‌های خود تولید می‌کنند. چندین شرکت در حال کار برای توسعه روش‌های تولید PHA از فاضلاب هستند، از جمله شرکت تابعه Veolia Anoxkaldnes. و استارت آپ‌ها، Micromidas, Mango Materials, Bioplastics با چرخه کامل، New light و Paques Biomaterials.
PHAها عمدتاً از طریق قالب‌گیری تزریقی، اکستروژن و حباب‌های اکستروژن در لایه‌ها و بدنه‌های توخالی پردازش می‌شوند.

## خواص مواد
پلیمرهای PHA ترموپلاستیک هستند، می‌توانند بر روی تجهیزات پردازش معمولی پردازش شوند و بسته به ترکیب آنها، انعطاف‌پذیر و کم و بیش الاستیک هستند. آنها بر اساس ترکیب شیمیایی (هومو یا کوپلی استر، حاوی اسیدهای چرب هیدروکسی) از نظر خواص متفاوت هستند.
آنها در مقابل سایر پلاستیک‌های زیستی از پلیمرهایی مانند پلی لاکتیک اسید، نسبتاً جزئی، پایدار در برابر اشعه ماوراء بنفش هستند. درجه حرارت تا 180 °C، و نفوذ کم‌آب را نشان می‌دهند. بلورینگی می‌تواند در محدوده چند تا ۷۰ درصد باشد. فرایند پذیری، قدرت ضربه و انعطاف‌پذیری با درصد بالاتر والرات در مواد بهبود می‌یابد. PHAها در حلال‌های هالوژنه مانند کلروفرم، دی کلرومتان یا دی کلرواتان محلول هستند.
PHB از نظر خواص مواد مشابه پلی پروپیلن (PP) است، مقاومت خوبی در برابر رطوبت و خواص مانع عطر دارد. اسید پلی هیدروکسی بوتیریک سنتز شده از PHB خالص، نسبتاً شکننده و سفت است. کوپلیمرهای PHB که ممکن است شامل سایر اسیدهای چرب مانند اسید بتا هیدروکسی والریک باشند، ممکن است الاستیک باشند.

## کاربردها
به دلیل زیست تخریب پذیری و پتانسیل آن برای ایجاد پلاستیک‌های زیستی با خواص جدید، علاقه زیادی برای توسعه استفاده از مواد مبتنی بر PHA وجود دارد. PHA به عنوان ابزاری برای ایجاد پلاستیک از منابع سوخت غیر فسیلی در اقتصاد سبز جای می‌گیرد. علاوه بر این، تحقیقات فعالی برای تبدیل زیستی " تغییر چرخه " زباله‌های پلاستیکی (به عنوان مثال، پلی اتیلن ترفتالات و پلی اورتان) به PHA با استفاده از باکتری سودوموناس پوتیدا در حال انجام است.
یک کوپلیمر PHA به نام PHBV (پلی (۳-هیدروکسی بوتیرات-کو-۳-هیدروکسی والرات))، به میزان کمتری سفت و سخت است و ممکن است به عنوان ماده بسته‌بندی استفاده شود.
در ژوئن ۲۰۰۵، شرکت متابولیکس ایالات متحده جایزه چالش شیمی سبز ریاست جمهوری ایالات متحده (دسته مشاغل کوچک) را به دلیل توسعه و تجاری سازی روشی مقرون به صرفه برای تولید PHA دریافت کرد.
کاربردهای بالقوه‌ای برای PHA تولید شده توسط میکروارگانیسم‌ها در صنایع کشاورزی، پزشکی و داروسازی، عمدتاً به دلیل زیست‌تخریب‌پذیری آنها وجود دارد.
کاربردهای فیکساسیون و ارتوپدی شامل بخیه‌ها، بست‌های بخیه، دستگاه‌های ترمیم مینیسک، پرچ‌ها، چسب‌ها، منگنه‌ها، پیچ‌ها (شامل پیچ‌های تداخلی)، صفحات استخوانی و سیستم‌های آبکاری استخوان، مش‌های جراحی، چسب‌های ترمیم کننده، اسلینگ‌ها، تکه‌های قلبی عروقی (پنجره‌های ارتوپدی) می‌باشد. مواد تقویت کننده استخوان، چسبندگی موانع، استنت‌ها، دستگاه‌های ترمیم/بازسازی بافت هدایت‌شده، دستگاه‌های ترمیم غضروف مفصلی، راهنماهای عصبی، دستگاه‌های ترمیم تاندون، دستگاه‌های ترمیم عیوب سپتوم دهلیزی، چسب‌های پریکارد، مواد حجیم‌کننده و پرکننده، دریچه‌های ورید، داربست‌های مغز استخوان، دستگاه‌های بازسازی مینیسک، رباط و پیوندهای تاندون، کاشت سلول‌های چشمی، همجوشی ستون فقرات قفس، جایگزین‌های پوست، جایگزین‌های دورال، جایگزین‌های پیوند استخوان، رولپلاک‌های استخوانی، پانسمان‌های زخم و هموستات‌ها.
[رده:بیومتریال، ترمو پلاستیک‌ها، پلی استرها]

## فهرست منابع
1. ↑  Lu, Jingnan; Tappel, Ryan C.; Nomura, Christopher T. (2009-08-05). "Mini-Review: Biosynthesis of Poly(hydroxyalkanoates)". Polymer Reviews. 49 (3): 226–248. doi:10.1080/15583720903048243. ISSN 1558-3724.
2. ↑   {{cite book}}: Empty citation (help)[کدام صفحه؟]
3. ↑  Bhubalan, Kesaven; Lee, Wing-Hin; Sudesh, Kumar (2011-05-03),  Domb, Abraham J.; Kumar, Neeraj; Ezra, Aviva (eds.), "Polyhydroxyalkanoate", Biodegradable Polymers in Clinical Use and Clinical Development, John Wiley & Sons, Inc.: 247–315, doi:10.1002/9781118015810.ch8, ISBN 978-1-118-01581-0
4. ↑  Michael, Anne John (September 12, 2004). "Polyhydroxyalkanoates for tissue engineering". Archived from the original on January 28, 2007.
5. ↑  Kim, Y. B.; Lenz, R. W. (2001). "Polyesters from microorganisms". Advances in Biochemical Engineering/Biotechnology. 71: 51–79. doi:10.1007/3-540-40021-4_2. ISBN 978-3-540-41141-3. ISSN 0724-6145. PMID 11217417.
6. ↑  Jacquel, Nicolas; Lo, Chi-Wei; Wei, Yu-Hong; Wu, Ho-Shing; Wang, Shaw S. (2008). "Isolation and purification of bacterial poly(3-hydroxyalkanoates)". Biochemical Engineering Journal. 39 (1): 15–27. doi:10.1016/j.bej.2007.11.029.
7. ↑   {{cite book}}: Empty citation (help)
8. ↑  Seb Egerton-Read (September 9, 2015). "A New Way to Make Plastic". Circulate. Archived from the original on 20 اكتبر 2015. Retrieved October 23, 2015. {{cite news}}: Check date values in: |archive-date= (help)
9. ↑  Martin Lamonica (May 27, 2010). "Micromidas to test sludge-to-plastic tech". CNET. Retrieved October 23, 2015.
10. ↑  Mango Materials selected for Phase II STTR NASA award (10. Aug 2017) BioplasticsMagazine.com
11. ↑  How Close Are We to Reinventing Plastic? (Dec 18, 2019) Seeker
12. ↑  "Full Cycle Bioplastics Turns Bacteria Waste into "Nature's Plastic"". 11 July 2019.
13. ↑  "Paques biomaterials website".
14. ↑  Provincie Drenthe (2022). "Paques Biomaterials investeert 58 miljoen in demo-installatie en fabriek in Emmen". Archived from the original on 23 September 2022. Retrieved 17 November 2024.
15. ↑  Cataldi, P. (July 2020). "Multifunctional Biocomposites Based on Polyhydroxyalkanoate and Graphene/Carbon Nanofiber Hybrids for Electrical and Thermal Applications". ACS Applied Polymer Materials. 2 (8): 3525–3534. arXiv:2005.08525. doi:10.1021/acsapm.0c00539.
16. ↑  Jacquel, Nicolas; Lo, Chi-Wei; Wu, Ho-Shing; Wei, Yu-Hong; Wang, Shaw S. (2007). "Solubility of polyhydroxyalkanoates by experiment and thermodynamic correlations". AIChE Journal. 53 (10): 2704–14. doi:10.1002/aic.11274.
17. ↑  "Homepage - P4SB". www.p4sb.eu (به انگلیسی). Retrieved 2017-10-26.
18. ↑  "The Presidential Green Chemistry Challenge Awards Program" (PDF). The Presidential Green Chemistry Challenge Awards Program: Summary of 2005 Award Entries and Recipients. Environmental Protection Agency: 8. 2005. Archived from the original (PDF) on 2012-07-08.
19. ↑   {{cite book}}: Empty citation (help)[کدام صفحه؟]
20. ↑  Amelia, Tan Suet May; Govindasamy, Sharumathiy; Tamothran, Arularasu Muthaliar; Vigneswari, Sevakumaran; Bhubalan, Kesaven (2019),  Kalia, Vipin Chandra (ed.), "Applications of PHA in Agriculture", Biotechnological Applications of Polyhydroxyalkanoates (به انگلیسی), Springer Singapore: 347–361, doi:10.1007/978-981-13-3759-8_13, ISBN 978-981-13-3758-1
21. ↑  Chen, Guo-Qiang; Wu, Qiong (2005). "The application of polyhydroxyalkanoates as tissue engineering materials". Biomaterials. 26 (33): 6565–78. doi:10.1016/j.biomaterials.2005.04.036. PMID 15946738.